# Kárász Ádám
Kárász Ádám (Palota, Veszprém vármegye, 1747. november 26. – 1809.)  evangélikus lelkész. 

## Élete
Tanulását szülővárosában kezdte és 1760-ig folytatta, amikor Pozsonyba ment, ahol két évet, Modorban ötöt és ismét Pozsonyban öt évet töltött. Felsőbb tanulmányai végeztével Felpécen egy évig mint segédtanító dolgozott. 1771-ben a téli félévben a wittenbergi egyetemre iratkozott be, ahol két évig tanult. Itt találta a bakonyszentlászlói evangélikus gyülekezet meghívó levele és ez okból 1773 augusztusában haza is jött; de itthon inkább a felpéczi ekklézsia ajánlatát fogadta el, ahová szeptember 8-án fel is szentelték.  
1781-ban II. József engedménye folytán számos protestáns egyház nyerte vissza létezhetési jogát és ezek közt volt a kőszegi is, amelynek első lelkészeül 1783-ban Kárászt hívta meg. 1781-ben egyházkerületi főjegyzővé, 1786-ban közép vasmegyei esperessé választották; 1791-ben a nemzeti zsinatban mint az egyházak küldötte vett részt. 1796-ban szuperintendensségre kandidálták a hőgyészi gyűlésen; 1800-ban bővebb utasítást vett jegyzői hivatala felől, melyre a vadosfai gyűlésen feleskették. 
Egy imája megjelent: Egyházi gyűlés alkalmatosságára (Horváth Sámuel, Imádságos könyv. Győr. 1799. 309., 310, 1.)

## Munkája
- A jobb részt választó Mária. A vagy halotti predikáczió, melyet... Karcsay Sámuel úrnak, ... az Úrban bóldogul meghalt kedves hitvestársának... Janeczkay Mária aszszonyságnak el-temettetésére s utolsó tisztessége megadására készített és ... elmondott... Karácson havának 18. napján 1804. eszt. Pozsony, 1805.